# Pastuchovice
Pastuchovice (en allemand : Pastuchowitz) est une commune du district de Plzeň-Nord, dans la région de Plzeň, en République tchèque. Sa population s'élevait à 67 habitants en 2022.

## Géographie
Pastuchovice se trouve à 7 km au sud-ouest de Jesenice, à 37 km au nord de Plzeň et à 76 km à l'ouest de Prague.
La commune est limitée par Blatno au nord, par Velečín et Jesenice à l'est, et par Žihle au sud et à l'ouest.

## Histoire
La première mention écrite de la localité date de 1558

## Transports
Par la route, Pastuchovice se trouve à 16 km de Kralovice, à 51 km de Plzeň et à 90 km de Prague. 